# Shojo-Mangaka Nozaki-kun
Shojo-Mangaka Nozaki-kun (jap. 月刊少女野崎くん) ist eine Yonkoma-Mangaserie von Izumi Tsubaki, die seit 2011 in Japan erscheint. Sie wurde unter anderem als Anime-Fernsehserie und Original Video Animation adaptiert und in mehrere Sprachen übersetzt.

## Handlung
Die Oberschülerin Chiyo Sakura (佐倉 千代) hat sich in ihren Mitschüler Umetarō Nozaki (野崎 梅太郎) verliebt, doch fällt es ihr schwer, ihm dies zu gestehen. Nach einem missglückten Versuch nimmt er sie mit zu sich nach Hause. Doch entgegen Sakuras Hoffnungen hält er sie für einen Fan – Nozaki ist Mangaka und zeichnet eine Comicserie für Mädchen („Shōjo“), die im Magazin Gekkan Shōjo Romance erscheint. Ihm ist auch schon lange ihr Talent im Kunst-Club aufgefallen, sodass er sie als Inker rekrutiert. Sakura macht dies gerne mit, immerhin ist sie ihm so nahe und kann ihm vielleicht doch noch ihre Liebe gestehen. Durch die häufige gemeinsame Arbeit lernen sie neue Freunde kennen und Sakura lernt über die Arbeit eines Mangaka.
So begibt sich Nozaki zunächst auf die Suche nach interessanten Personen, die er als Vorlage für seine Geschichten nehmen kann. Sakura stellt ihm ihre Mitschülerin Yuzuki Seo (瀬尾 結月) vor – ein sportliches, hilfsbereites, aber auch grobes und unsensibles Mädchen. Über Nozaki lernt Sakura Mikoto Mikoshiba (御子柴 実琴) kennen, der Nozaki die Verzierungen und Muster zeichnet. Mikoto ist ein Möchtegern-Frauenheld, der zwar häufig Sprüche klopft, doch sich kurz darauf selbst dafür schämt. Seine Angeberei bringt ihn manchmal in Probleme, doch er freundet sich schnell mit Sakura an. Ein Rivale Mikotos ist Yū Kashima (鹿島 遊), die „Prinz der Schule“ genannt wird, obwohl sie ein Mädchen ist. Sie hat die Erscheinung eines gut aussehenden Jungen und strahlt große Anziehungskraft auf ihre Mitschülerinnen aus. Zugleich ist die unzuverlässig, was den Präsidenten des Theaterclubs, in den sie geht, immer wieder aufregt. Auch dieser, Masayuki Hori (堀 政行), ist einer der Helfer Nozakis. Während Hori die Hintergründe der Geschichten gestaltet, schreibt Nozaki für den Theaterclub Stücke.

## Veröffentlichung
Der Webmanga erscheint seit August 2011 im Online-Magazin Gangan Online des Verlags Square Enix. Dieser brachte die Kapitel auch in bisher 17 Sammelbänden heraus (Stand August 2025). Der sechste Band verkauften sich fast 500.000 mal in den ersten vier Wochen. Eine deutsche Übersetzung erscheint seit Oktober 2019 bei Manga Cult in bisher 15 Bänden (Stand: Dezember 2024). Yen Press veröffentlicht eine englische Übersetzung der Serie und bei Ching Win Publishing erscheint sie in Taiwan.

## Hörspiel
Bei Frontier Works erschien am 26. Juni 2013 ein Hörspiel zum Manga auf CD. Dessen Sprecher waren noch nicht die, die später für den Anime tätig waren.

## Anime-Adaptionen
Im Jahr 2014 entstand im Studio Dōga Kōbō eine Anime-Adaption des Mangas für das japanische Fernsehen. Bei den 12 Folgen mit je 25 Minuten Laufzeit führte Mitsue Yamazaki Regie, das Drehbuch schrieb Yoshiko Nakamura. Das Charakterdesign stammt von Jun’ichirō Taniguchi und künstlerischer Leiter war Jirō Kōno.
Die Serie wurde vom 7. Juli bis 22. September 2014 nach Mitternacht (und damit am vorigen Fernsehtag) von TV Tokyo gezeigt, sowie mit einigen Tagen Versatz ebenfalls Ausstrahlungen bei AT-X, TV Aichi, TV Hokkaido, TV Ōsaka, TV Setouchi und TVQ Kyushu. In mehreren Sprachen untertitelte Fassungen werden von den Plattformen Crunchyroll und Viewster in jeweils verschiedenen Ländern per Streaming zur Verfügung gestellt.
Für die DVD-Veröffentlichung der Serie wurden sechs Folgen von je drei Minuten produziert, sodass jeder DVD eine zusätzliche Kurzfolge beilag. Die Folgen wurden vom gleichen Team produziert wie die Fernsehserie.

### Synchronisation
Die Synchronisation entstand in den G&G Studios in Kaarst. Dialogbuch und Dialogregie übernahm Jörn Friese.
| Rolle              | japanischer Sprecher (Seiyū) | deutscher Sprecher   |
| ------------------ | ---------------------------- | -------------------- |
| Chiyo Sakura       | Ari Ozawa                    | Lisa Dzyadyk         |
| Umetarō Nozaki     | Yūichi Nakamura              | Tobias Brecklinghaus |
| Mikoto Mikoshiba   | Nobuhiko Okamoto             | Dirk Stollberg       |
| Yū Kashima         | Mai Nakahara                 | Melinda Rachfahl     |
| Masayuki Hori      | Yūki Ono                     | Ben Küch             |
| Mamiko             | Marie Miyake                 | Francis Dichmann     |
| Yuzuki Seo         | Miyuki Sawashiro             | Mayake Dähn          |
| Saburou Suzuki     | Mamoru Miyano                | Ferdi Özten          |
| Hirotaka Wakamatsu | Ryouhei Kimura               | Felix Mayer          |

### Musik
Die Musik der Serie komponierte Yukari Hashimoto. Das Vorspannlied Kimi Janakya Dame Mitai (君じゃなきゃダメみたい) stammt von Masayoshi Ōishi und der Abspann wurde unterlegt mit Uraomote Fortune (ウラオモテ・フォーチュン) von Ari Ozawa.